# Roa (Hiszpania)
Roa – gmina w Hiszpanii, w prowincji Burgos, w Kastylii i León, o powierzchni 48,92 km². W 2011 roku gmina liczyła 2450 mieszkańców.